# Naval Expansion Act
Der Naval Expansion Act (auch: Second Vinson Act) war ein am 17. Mai 1938 erlassenes Gesetz der USA, das eine Vergrößerung der US Navy um 20 % ermöglichte.

## Das Gesetz
Das Gesetz ermöglichte die Erhöhung der Marineausgaben um 1,09 Milliarden US-Dollar zum Ausbau einer „Zwei-Ozean-Flotte“ innerhalb der nächsten zehn Jahre.
Es ging auf den Abgeordneten des Repräsentantenhauses Carl Vinson  zurück. Vorausgegangen waren der „Naval Parity Act“ („Vinson-Trammell Act“ der „First Vinson Act“) von 1934 und der „Naval Act“ von 1936. Nachfolger war der „Two-Ocean Navy Act“ von 1940.
Es war eine Reaktion auf den Japanischen Überfall auf China und den deutschen Einmarsch in Österreich.
Die durch den Washingtoner Flottenvertrag von 1922 und der Londoner Konferenz von 1930 erlaubten Obergrenzen für die Tonnage der US Navy wurden durch das Gesetz in folgenden Punkten erhöht:
- Großkampfschiffe: um 135.000 Tonnen auf 660.000 Tonnen
- Flugzeugträger: um 40.000 Tonnen auf 175.000 Tonnen
- Kreuzer:  um 68.750 Tonnen auf 412.524 Tonnen
- Zerstörer: um 38.000 Tonnen auf 228.000 Tonnen
- U-Boote: um 13.658 Tonnen auf 81.956 Tonnen